# Cryphia sabulicolor
Cryphia sabulicolor är en fjärilsart som beskrevs av John D. Lattin 1951. Cryphia sabulicolor ingår i släktet Cryphia och familjen nattflyn. Inga underarter finns listade i Catalogue of Life.